# Projet MK-Ultra

Sceau de la CIA.

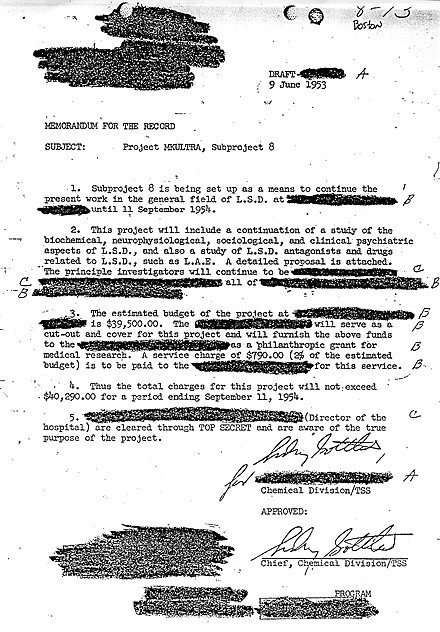
Lettre d'approbation du sous-projet 8 sur le LSD, datée du 9 juin 1953.

MK-Ultra (ou MKULTRA) est un projet secret de la Central Intelligence Agency (CIA) visant à développer des techniques de contrôle et de programmation de l'esprit. Approuvé le 13 avril 1953 par Allen Dulles, directeur de l'agence, le projet prit fin au début des années 1970.
La parution d’une série d'articles dans The New York Times en décembre 1974 a permis de dévoiler publiquement l’existence de programmes secrets ciblant des citoyens américains au cours des années 1950 et 1960. Les révélations sur ces activités clandestines ont eu un retentissement national qui conduisit à la mise en place de plusieurs commissions d'enquête.

## Origines
Les États-Unis travaillent sur les techniques de manipulation mentale depuis au moins les années 1920, en parallèle de l'essor de la psychologie et de la publicité,. C'est un des sujets abordés durant le Colloque Lippmann en 1938 à Paris, ainsi que durant les Conférences Macy à New York.
Les origines des recherches militaires dans ce domaine sont liées aux expérimentations menées dans certains camps de concentration nazis, en particulier celui de Dachau,,. Des études sur l’hypothermie pour les pilotes de la Luftwaffe aux essais pharmacologiques, les limites physiques et psychiques de l’humain y sont poussées à des extrêmes aux conséquences jusque-là inconnues. En testant, par exemple, les effets de la mescaline sur l'esprit, Kurt Plötner (de) observe et rapporte des symptômes de schizophrénie chez plusieurs victimes.

### De 1942 à 1945:  «T.D.» de l'O.S.S.
La recherche américaine d'un psychotrope capable d'influencer le comportement humain est initiée par l'Office of strategic services (O.S.S.) durant la Seconde Guerre mondiale. En 1942, à la demande du général William J. Donovan, un comité est réuni avec l'objectif de développer un agent chimique pouvant contraindre un individu à divulguer des informations secrètes. Le Dr Winfred Overhulser, directeur de l'hôpital Saint Elizabeths à Washington, D.C., est nommé président du comité de recherche. Parmi les autres membres figurent le Dr Edward A. Strecker, président de l'Association américaine de psychiatrie, et Harry J. Anslinger, directeur du Bureau fédéral des narcotiques. De nombreuses drogues sont étudiées et rejetées, y compris l'alcool, la caféine, la scopolamine et la mescaline. Finalement, de la marijuana est utilisée pour mettre au point un extrait de cannabis très puissant, sous forme liquide, n'ayant ni goût, ni odeur. L'efficacité de cette substance, baptisée « T.D. » pour « Truth Drug », est testée lors d'entretiens avec le personnel de l'O.S.S. et de l'armée américaine avant d'être utilisée de manière opérationnelle, bien que de façon limitée,,.

### De 1947 à 1953: projet CHATTER
À l'automne 1947, la marine des États-Unis met en place un premier projet de recherches sur les techniques d'interrogatoire et le contrôle de l'esprit par des moyens chimiques. Centrées sur la mise au point d'un « sérum de vérité », les expérimentations sont menées au Naval Medical Research Institute de Bethesda par le Dr Charles Savage,. Il peut s'appuyer sur les données obtenues par l'US Naval Technical Mission déployée en Europe en 1945, et le rapport de Plötner sur les effets de la mescaline. À l'instar du cannabis et des autres substances déjà testées par le comité de l'OSS, son utilisation est rapidement écartée en raison de résultats jugés trop aléatoires. Les sujets sont des personnes liées au domaine militaire et atteintes de troubles mentaux légers, comme la dépression et l'anxiété.
Une nouvelle drogue, découverte par accident en 1938, suscite la curiosité des scientifiques américains. Dans ses conclusions, le Dr Savage indique que si l’administration de doses régulières de LSD ne permet pas l’amélioration thérapeutique du « patient », cela entraîne des modifications profondes du comportement. Il quitte le projet en 1951, remplacé par le Dr Samuel Thompson, et publie son rapport de recherche dans The American Journal of Psychiatry un an plus tard. Les expérimentations se poursuivent jusqu’en 1953, date à laquelle le projet se termine,,.

### De 1949 à 1951: projet Bluebird
Après la Seconde Guerre mondiale, les officiers militaires américains craignent que les Soviétiques ne soient parvenus à contrôler la volonté de certains individus par des techniques de « lavage de cerveau ». Le procès du cardinal József Mindszenty à Budapest, en 1949, et la retransmission publique de ses aveux équivalant à une condamnation à perpétuité pour trahison, achèvent de les convaincre,,.
En conséquence, parallèlement au projet CHATTER, la CIA lance son propre programme de recherches en 1949. Bluebird est focalisé sur l'utilisation du LSD comme arme chimique. Son étude dans les expérimentations de l'armée est reprise dans le but de créer « une altération exploitable de la personnalité » à des fins de renseignement,. Des chercheurs universitaires et des experts spécialisés en cognition, psychiatrie, criminologie et hypnose sont recrutés comme consultants. Un partenariat secret avec le laboratoire Sandoz Pharmaceuticals est conclu pour l’acheminement de millions de doses de LSD vers les sites du projet,,. Un comité de direction, à la tête duquel siège le colonel Sheffield Edwards, est chargé d'encadrer le travail des scientifiques et des agents impliqués,.

### De 1950 à 1953: Guerre de Corée
Durant la guerre de Corée, les inquiétudes de l'administration américaine sont renforcées lorsque des pilotes capturés de l'US Air Force s'expriment sur Radio Pékin pour critiquer la politique extérieure des États-Unis, en des mots et des formules propres au discours communiste de l'époque. Certains d'entre eux déclarent que l'armée américaine avait utilisé des armes chimiques en Corée,. En 1953, ils sont rapatriés aux États-Unis et évoquent des tortures physiques et mentales, alimentant les suspicions en lien avec le contrôle de l'esprit. Dès 1950, ces craintes se diffusent de manière exacerbée, avec la traque de potentiels agents communistes sur le territoire américain et en Europe de l'Ouest. C'est dans ce contexte que la CIA peut obtenir les fonds nécessaires à des études plus approfondies.

### De 1951 à 1953: projet ARTICHOKE
Le 20 août 1951, le projet BLUEBIRD change de nom de code pour devenir ARTICHOKE,,. De nouvelles procédures sont élaborées, dans lesquelles le recours à l’hypnose et la suggestion remplacent les protocoles de questions propres à un véritable interrogatoire. Des méthodes telles que l'induction d'une dépendance puis son sevrage forcé, les électrochocs, la privation de sommeil et la lobotomie sont étudiées et envisagées. En 1952, les responsables du projet accordent une subvention de 100 000 $ à un consultant privé pour le développement de « techniques neurochirurgicales »,,,. En plus des produits déjà cités, les barbituriques, les amphétamines, la cocaïne et l'héroïne sont aussi testés à travers des combinaisons pouvant induire des états transitoires exploitables sur le long terme,,.
À la recherche d’une substance toujours plus puissante, la CIA envoie des agents dans différentes régions du monde pour analyser et recueillir toute plante présentant un profil intéressant. Certains champignons ayant des propriétés hallucinogènes, l'amanita muscaria et le psilocybe mexicana, intéressent fortement les chimistes de l'agence,,. En 1953, ARTICHOKE est intégré au projet MK-ULTRA en tant que sous-projet, gardant son appellation d'origine.

## Généralités

### Direction
Le principal instigateur de MK-ULTRA est Richard Helms, qui propose d'envisager « l'utilisation secrète de matériaux biologiques et chimiques » dans le cadre des opérations clandestines de la CIA,,. Pour cela, une équipe du bureau des services techniques (TSS) est déjà mobilisée à Fort Detrick, en soutien des projets BLUEBIRD et ARTICHOKE. En 1953, Allen Dulles, ancien commandant de l'OSS en Europe, devient directeur de l'agence. Lui aussi milite pour élargir le champ des recherches déjà en cours.
Le 13 avril 1953, Dulles approuve le projet et en confie la direction au Dr Sidney Gottlieb, qu'il a recruté en 1951 pour apporter son expertise des poisons aux programmes précédents,,,. Officiellement responsable de la section chimie du TSS, Gottlieb est à l'origine d'une grande partie des expérimentations effectuées dans le cadre du projet, en plus d'être impliqué dans plusieurs autres opérations controversées.

### Objectifs
L'enjeu global de MK-ULTRA est l'élaboration de méthodes techniques et scientifiques rigoureuses permettant d'influencer et de provoquer des comportements, de manipuler la conscience pour faire agir un ou plusieurs individus de la manière souhaitée.

#### Par des moyens chimiques
Un document de 1955 donne une indication de l'ampleur de l'effort consenti, déclinant les substances et matériels pouvant induire des effets et des états de conscience précis, :
- Substances qui favorisent confusion et impulsivité au point de susciter le discrédit en public ;
- Substances qui améliorent les capacités mentales et de perception ;
- Substances qui augmentent ou contrarient les effets toxiques de l'alcool ;
- Substances et méthodes physiques qui provoquent l'amnésie ;
- Substances qui provoquent des incapacités physiques comme la paralysie ou l'anémie ;
- Substances qui provoquent des hallucinations, visuelles et/ou auditives.

Liées aux recherches des premiers projets, ces finalités correspondent à la poursuite des efforts entrepris dans les années 1940. Dans la continuité des projets BLUEBIRD et ARTICHOKE, les données obtenues en utilisant des agents chimiques et l'évolution des techniques de suggestion rendent possible l'élaboration d'objectifs plus offensifs.

#### Redéfinition de ARTICHOKE
À la suite du lancement du projet MK-ULTRA quelques mois plus tôt, les contours du désormais sous-projet ARTICHOKE sont redéfinis à l'occasion d'une réunion qui s'est tenue le 9 juillet 1953. Le comité de direction, toujours présidé par le colonel Sheffield Edwards, peut définir de nouvelles finalités comme la confusion, l'anxiété, la paralysie ou les hallucinations. L’étude des syndromes amnésiques et des troubles dissociatifs occupe une place importante dans les expérimentations du projet,,.

Un autre document déclassifié, daté du 22 janvier 1954, fait mention de la proposition suivante, :

### Financement
Un montage a permis de consacrer au projet une part secrète du budget annuel de la recherche et du développement de la CIA, correspondant à 300 000 dollars, en dehors de tout contrôle budgétaire,. Entre 1953 et 1963, les financements supplémentaires accordés au projet se sont multipliés, dépensant 25 millions de dollars,. Pour cacher leur origine, les fonds transitaient par des sociétés et des fondations, principalement la Society for the Investigation of Human Ecology, le Geschickter Fund for Medical Research et la Josiah Macy, Jr. Foundation,.

#### Université Cornell
À la recherche d'informations sur les progrès soviétiques et chinois, le directeur de l'agence, Allen Dulles, se tourne vers un médecin de renommée mondiale avec qui il entretient déjà une relation personnelle. En 1953, le Dr Harold Wolff, neurologue de formation, est missionné par la CIA pour mener une étude officielle sur les techniques de « lavage de cerveau » communistes. En partenariat avec le Dr Lawrence Hinkle, collègue de l'université Cornell à New York, ils se penchent sur les dossiers classifiés et réalisent des entretiens avec des prisonniers,,. Le rapport secret remis à Dulles en 1956 met en évidence les programmes massifs de rééducation politique en Chine et en URSS, affirmant que ni la drogue, ni aucune machine ou autre appareil extravagant n'étaient utilisés. Au contraire, le rapport dépeint les méthodes d'interrogatoire communistes comme reposant sur une application habile, quoique brutale, des méthodes policières,.
Au fil des recherches, Wolff étendit son influence au sein de la CIA en étant régulièrement membre de divers groupes consultatifs. Il insiste sur la relation entre l'individu et son environnement global, déterminante pour comprendre le comportement humain et la manière dont les gouvernements peuvent le manipuler. Sollicitant des professeurs du Cornell University Medical College, Wolff constitue un groupe d'étude par le biais duquel les services secrets peuvent financer de nouvelles expérimentations. Au cours de l'année 1956, la direction du programme est confiée au colonel James Monroe, ancien responsable de l'étude de l'armée de l'air sur les prisonniers de la guerre de Corée. The Society for the Investigation of Human Ecology (puis Human Ecology Fund en 1961), en plus de redistribuer les fonds alloués par la CIA, mène plusieurs enquêtes sur la pensée communiste et les facteurs de défection. Pour cela, environ soixante-dix réfugiés de la révolte hongroise sont interrogés dans le cadre d'un sous-projet de MK-ULTRA. En 1965, après de nombreuses recherches dans le domaine des sciences du comportement, le groupe est dissous après le transfert des derniers projets encore considérés comme utiles vers d'autres structures secrètes,,,.

## Expérimentations
Le projet a connu de nombreux développements, sous-projets ou expérimentations connexes, tous réalisés sous le sceau « secret défense ». Une grande partie des expérimentations ont été menées sur des personnes non-consentantes, souvent maintenues dans l'ignorance quant à la nature des protocoles administrés. Beaucoup d'entre elles étaient des employés de la CIA, du personnel militaire et gouvernemental, des prostituées ou des patients atteints de troubles mentaux.

### Aux États-Unis

#### Hôpital psychiatrique de Boston
Les premières expérimentations humaines du LSD aux États-Unis ont lieu à Boston, dans un établissement de santé mentale. En 1949, le Dr Max Rinkel est le premier médecin à contacter le laboratoire suisse Sandoz Pharmaceuticals,,. Cependant, c'est un autre scientifique du Boston Psychopathic Hospital, le Dr Robert Hyde, qui expérimente en premier les effets du produit. Par la suite, une centaine de volontaires ont testé les effets du LSD durant une journée pour les besoins d'une étude, présentée lors de la conférence annuelle de l'Association Américaine de Psychiatrie en 1950. Quelques années plus tard, en 1953, la CIA finance plusieurs sous-projets confiés au Dr Hyde. Pour la plupart des étudiants de l'université Harvard, les sujets sont payés environ 25 dollars pour expérimenter les effets du LSD.
Ces premières recherches n'étaient pas uniquement dédiées à des applications militaires ou secrètes, la plupart des professionnels de la santé mentale ont travaillé dans le but de modifier le comportement à des fins thérapeutiques. Dans le cas du Boston Psychopathic Hospital, seuls le Dr Hyde et son supérieur connaissaient l'origine du financement approuvé par Gottlieb.

#### Institut psychiatrique de l'État de New York
Une étude sur les médicaments, menée dans un centre psychiatrique situé à Manhattan, a causé la mort d'un homme de 42 ans. En 1952, Harold Blauer, joueur de tennis professionnel à la retraite, sollicite une aide psychiatrique après son divorce. Entre le 5 décembre et le 8 janvier 1953, des injections d'un dérivé de la mescaline lui sont administrées à cinq reprises. Des rapports successifs montrent que quelques heures après avoir reçu sa cinquième injection, Harold Blauer est décédé d'une overdose. Il ignorait tout du caractère expérimental de son traitement, et avait même demandé l'arrêt des injections peu de temps avant son décès. Le scientifique chargé de ce projet du U.S. Army Chemical Corps était le Dr Paul Hoch, qui a agi dans le cadre d'un contrat classifié,,. Le dossier médical a été falsifié et l'armée a dissimulé son implication durant près de 22 ans, concluant un accord extrajudiciaire de non-divulgation avec l'ex-femme du patient en échange de 18 000 $. Lorsque le rapport de la commission Rockefeller est publié en 1975, la fille ainée de Blauer, Elizabeth Barrett, engage plusieurs procédures contre l’État de New York et l'armée,. En 1987, après douze années de procédures, une magistrate du district de New York attribue plus de 700 000 $ de dommages et intérêts à la famille de la victime. Le gouvernement des États-Unis est reconnu coupable d'avoir causé et dissimulé la mort de Blauer,.

#### Hôpital fédéral de Lexington
Dans les années 1950, d'autres expérimentations ont lieu dans un établissement du National Institute of Mental Health à Lexington. Officiellement un hôpital, son fonctionnement est davantage celui d'un centre de détention pour des marginaux souffrant de toxicomanie,,. Dans ce cadre, des dizaines de volontaires sont recrutés pour participer à un programme sur la dépendance et la tolérance aux drogues. Des hommes ont été maintenus sous les effets du LSD pendant 77 jours, à raison de doses allant jusqu'à 140 microgrammes par jour,. Une équipe de chercheurs, encadrée par le Dr Harris Isbell, a constaté que l'utilisation à long terme du LSD n'est pas efficace et qu'un surdosage progressif ne produit pas les effets escomptés. Plusieurs autres études ont lieu à Lexington, portant sur les effets des barbituriques, de la psilocybine et du tétrahydrocannabinol. L'utilité de chaque substance, en rapport avec ses effets, est analysée, comparée et répertoriée,.
Isbell était directeur de recherche pour le Centre de Recherches en Toxicomanie (ARC) et son accès aux drogues a facilité la mise en place des expérimentations, ainsi que la rémunération des sujets sous la forme de doses d'héroïne. En 1976, devant une sous-commission du Sénat des États-Unis, il reconnaît avoir été en contact avec la CIA et transmis les résultats de ses recherches à l'agence.

#### Opération Midnight Climax
En 1952, en quête constante de nouvelles applications pour les substances chimiques, Gottlieb contacte un agent du Federal Bureau of Narcotics (FBN), le colonel George H. White, pour lui confier la mise en place d'expérimentations du LSD dans un contexte bien particulier. En 1953, cet ancien agent de l'OSS utilise les fonds de l'agence pour louer un appartement à New York, au 81 Bedford Street. Dans ce site sécurisé, White aménage un espace caché derrière un miroir sans tain et installe du matériel de surveillance dans la pièce principale. Ensuite, sous le pseudonyme de « Morgan Hall », il attire de potentiels sujets jusqu'à la planque aménagée en se faisant passer pour un artiste ou un marin, une fois sur place, différents moyens d'administrer le LSD discrètement sont testés : nourriture, boissons, cigarettes, etc., pour droguer à leur insu des personnes abordées dans la rue,,,.
En 1955, White est transféré à San Francisco pour y établir une nouvelle planque, similaire à celle de New-York. Situé dans le quartier de Telegraph Hill, au 225 Chesnut Street, l'appartement est aménagé de la même manière que le précédent. C'est dans ce contexte qu'est lancée l'opération Midnight Climax, qui consiste à utiliser cet endroit comme une maison-close, avec la complicité de prostituées recrutées pour y conduire des clients. En guise de paiement pour leurs services, les prostituées reçoivent 100 $ pour une nuit de travail, et White veille à ce qu'elles ne soient pas inquiétées par la police locale,,. Ce dernier tient un journal intime, dans lequel sont mentionnées plusieurs visites sur les lieux de Gottlieb, Lashbrook, et d'un psychologue du TSS, le Dr John Gittinger,.
Des agents sont également dépêchés dans des endroits publics pour y droguer des personnes ciblées opportunément, et un certain nombre d'entre elles sont hospitalisées. Chaque fois que cela se produit, un médecin extérieur au projet risque de découvrir la nature des activités menées, ce qui est mis en évidence par l'inspecteur général de l'agence dans un rapport en 1963, qui ajoute que les conséquences pour les victimes peuvent s'avérer dramatiques. En 1965, les expérimentations sont suspendues et les installations de San Francisco fermées, marquant la fin des activités de White pour le compte de la CIA,.

#### Techniques bio-électroniques à distance
L'objectif du sous-projet 119 était de réaliser une revue critique de la littérature et des développements scientifiques relatifs à l'interprétation des signaux bioélectriques de l'organisme humain, ainsi que la stimulation du comportement à distance,. Un répertoire a été constitué après des recherches bibliographiques en neurophysiologie et neuropsychiatrie, biophysique, anatomie, électronique et ingénierie des communications. Les chercheurs ont manifesté un fort intérêt pour les excellentes techniques quantitatives développées par les électroniciens pour analyser et interpréter les signaux électriques des fusées, satellites et missiles balistiques. Plusieurs finalités de ce sous-projet, comme la lecture des ondes cérébrales et la modification du comportement à distance, ont été reprises par le journaliste d'investigation Gordon Thomas en 2006.
D'autres sous-projets ont étudié la possibilité d'agir sur le comportement d'un chien, dans un espace ouvert, au moyen d'une stimulation électrique du cerveau à distance. Dans ce but, six chiens ont été employés pour une expérimentation du bureau de la recherche et du développement (ORD). Certains portaient des électrodes maintenues en place avec du ciment dentaire, et d’autres un casque fixé à leur harnais. Grâce à ces dispositifs, les chercheurs sont parvenus à faire courir, changer de direction et s'arrêter les chiens par le biais d'un courant électrique spécifique faisant office de commande,,,.

### À l'étranger

#### Au Canada
Une partie des expérimentations du projet MKULTRA ont été menées au Canada, à l'Institut Allan Mémorial de Montréal. Ce dernier est installé dans l’édifice historique de la Maison Ravenscrag. Propriété de l'Hôpital Royal Victoria à partir de 1940, la direction décide d'y établir un département consacré à la psychiatrie, dépendant de l'université McGill. Le financement du nouvel institut est assuré par l’université, la Fondation Rockefeller ainsi que par John Wilson McConnell, propriétaire du Montreal Star,,. L’Institut Allan Memorial ouvre officiellement ses portes le 12 juillet 1944,. La direction de l'Institut est confiée au Dr D. Ewen Cameron, un psychiatre d'origine écossaise qui fut l'un des médecins, avec le Dr Nolan D. C. Lewis, chargés d'évaluer la santé mentale de Rudolf Hess avant sa comparution au procès de Nuremberg en 1945,,,.

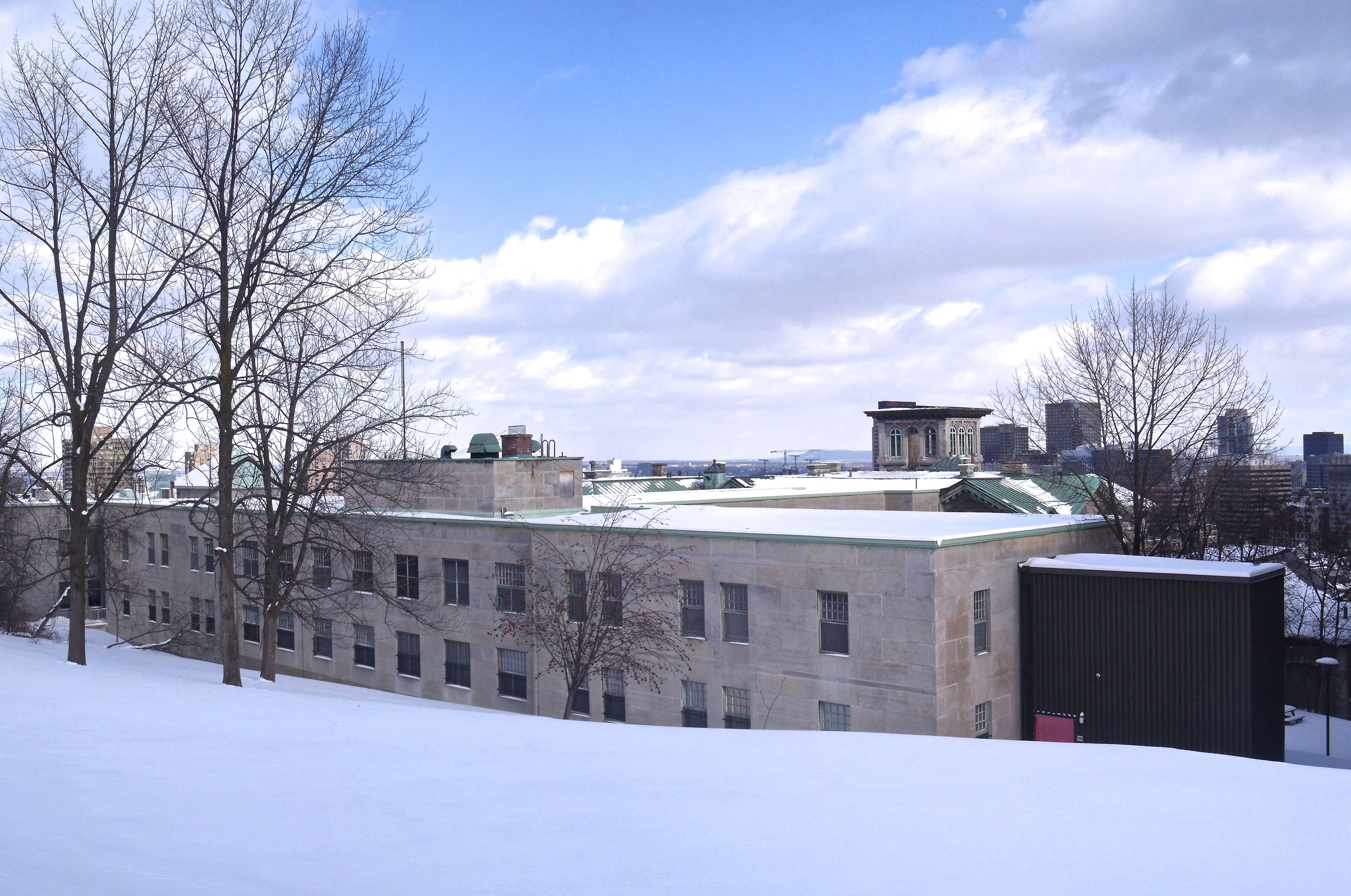
Bâtiment annexe de l'Institut Allan Mémorial, Montreal, QC, Canada.

Lors des années suivantes, Cameron supervise plusieurs expérimentations à l'Institut et développe une méthode présentée comme un traitement pour les troubles mentaux, appelée « psychic driving », en 1953,,. Après une période allant de quinze à trente jours durant laquelle les patients sont drogués à l'aide d'un cocktail de barbituriques, et réveillés deux à trois fois par jour pour un traitement par électrochocs utilisant des courants 20 à 40 fois plus puissants que la norme, un magnétophone est utilisé pour répéter le même message en boucle pendant plusieurs jours ou semaines. Ensuite, des doses importantes de LSD sont administrées, afin de reconstruire la mémoire selon la suggestion voulue. Cameron présente sa méthode dans un article publié dans The American Journal of Psychiatry en 1956. Intéressée, la CIA entreprend de financer de nouvelles expérimentations, sous la couverture de la Society for the Investigation of Human Ecology. De cette façon, 19 000 $ par an sont accordés à l'Institut entre 1957 et 1963, dans le cadre du sous-projet 68,,,.
En plus des barbituriques et du LSD, l'équipe du Dr Cameron étudie les effets de la privation sensorielle à l'aide de diverses substances paralysantes, parmi lesquelles le curare, et de caissons d'isolation sensorielle. Les effets destructeurs des traitements sur la santé des patients se manifestant rapidement, les services secrets ont arrêté de financer les recherches menées à l'Institut Allan Mémorial au début des années 1960. À son départ de Montréal en 1964, les méthodes controversées du Dr Cameron font l’objet d’un examen interne, à la suite duquel ses protocoles thérapeutiques sont immédiatement abandonnés. Plusieurs centaines de personnes ont été victimes de ces expérimentations. Beaucoup ont conservé des séquelles de leur passage dans le service du Dr Cameron, et de nombreuses poursuites ont été engagées. L'une des victimes, Velma Orlikow, qui souffrait de dépression post-natale lorsqu'elle est entrée à l'Institut, n'a plus réussi à se concentrer pour lire ou écrire après ses séances avec le psychiatre. Une autre femme, Mary Morrow, a dû être hospitalisée à cause d'une anoxie cérébrale survenue après une séance d'électrochocs et a souffert de prosopagnosie depuis. D'autres victimes ont souffert d'incontinence, d'amnésie ou de troubles du sommeil,,,. Après les révélations liées aux expérimentations de la CIA dans les années 1970, neuf anciens patients de l'Institut ont engagé une procédure contre l'agence, obtenant gain de cause en 1988,,. En 1992, le gouvernement canadien a accordé une indemnisation de 100 000 dollars canadiens à soixante-dix-sept anciens patients de l'Institut. Depuis, les dossiers sont traités au cas par cas à travers des accords contenant une clause de non-divulgation. De nombreuses autres victimes et familles n'ont pas été indemnisées, et sont dans l'attente d'une reconnaissance publique des expérimentations de Montréal,.

#### En Allemagne
Au lendemain de la Seconde Guerre mondiale, une partie des installations militaires nazies sont réinvesties par l'armée américaine. Une base qui servait de centre d'interrogatoire pour l'armée de l'air allemande, près d’Oberursel, abrite des expérimentations menées par les équipes des projets BLUEBIRD et ARTICHOKE. Camp King présente l'avantage, par sa situation géographique, de pouvoir tester les techniques d'interrogatoire sur des prisonniers en dehors du territoire national et de la juridiction américaine,,.
La direction des expérimentations est confiée à Kurt Blome, ancien directeur du programme de guerre biologique du Troisième Reich, acquitté lors du procès des médecins de Nuremberg par l'intervention des États-Unis. Plusieurs médicaments sont testés sur les prisonniers, dont le métrazol, le séconal, la dexedrine et l'amytal sodium, afin de mettre au point un protocole efficace,. D'autres interrogatoires, qui se transforment parfois en séances de torture, ont lieu au sous-sol d'une maison située sur un vaste domaine, à Kronberg. Des scientifiques liés au projet CHATTER de la marine comme le Dr Samuel Thompson et le Dr Richard Wendt, mais aussi le Dr Frank Olson du SOD et l'officier Morse Allen, ont tous visité ce centre de détention secret, considéré comme un des premiers du genre de la CIA,,,.

#### En France
En août 1951, un épisode de folie collective au bilan très lourd, nommé « affaire du pain maudit », affecte le village français de Pont-Saint-Esprit dans le Gard. Dans un livre paru en 2009, le journaliste indépendant Hank P. Albarelli développe la thèse d'une expérimentation de l'armée des États-Unis et de la CIA, dans le cadre d'un test de MK-NAOMI. L'auteur a enquêté sur la mort du Dr Franck Olson et étudié des documents déclassifiés qui selon lui accréditent la thèse d'un empoisonnement au LSD de la population locale. Selon Albarelli, le produit a été vaporisé par voie aérienne avant d'être diffusé en empoisonnant le pain du boulanger. Des entretiens avec d'anciens collègues du Dr Olson ont également convaincu Albarelli. L'hypothèse d'une crise d'ergotisme était la plus répandue parmi les commentateurs de cette affaire, et fut entérinée par la justice française en 1965.

### Expérimentations connexes
En 1966, des bactéries cachées dans des ampoules électriques sont propulsées dans le métro de New York afin de calculer la vitesse de propagation en cas de guerre bactériologique.
L'agence veut aussi être capable de manipuler des dirigeants étrangers et tente d'ailleurs d'utiliser certaines de ces techniques sur Fidel Castro[réf. nécessaire].
Dans les années 1960 à l'université d'Harvard, le professeur Henry Murray supervise des expériences de psychologie sociale incluant les recherches de Timothy Leary sur le LSD. Ces recherches seraient liées au projet MK-Ultra selon plusieurs sources. Le terroriste Theodore Kaczynski est l'un des étudiants qui a subi certaines des expériences de Murray à Harvard.
À partir de là, il s'agit de savoir si ces techniques une fois enseignées à un soldat pourraient en faire un interrogateur efficace. C'est là qu'interviennent les expériences de Stanley Milgram à l'université de Yale et de Philip Zimbardo à Stanford sous la façade d'une recherche de l'US Navy.

## Fin du projet

### Inspection générale de 1963
En 1963, l'inspecteur général de la CIA découvre par hasard l'existence de tests clandestins. John Earman reproche à Richard Helms de ne pas avoir transmis suffisamment d'informations sur les activités du projet au nouveau directeur de l'agence John McCone, à qui il remet un rapport d'une vingtaine de pages, accompagné d'une lettre. Les risques inhérents aux expérimentations de l'opération Midnight Climax y sont particulièrement pointés du doigt par l'inspecteur général, qui relève que « les concepts impliqués dans la manipulation du comportement humain sont considérés par de nombreuses personnes au sein et en dehors de l'agence comme étant de mauvais goût et contraires à l'éthique »,,,. Il demande l'arrêt des expérimentations sur des sujets involontaires jusqu'à ce que la question soit examinée par les plus hauts dirigeants de l'agence, ce qui constitue un premier frein aux objectifs du projet. Dans le même temps, l'importance de plusieurs sous-projets est jugée insuffisante pour justifier le contournement des procédures administratives standards,.

### Prolongation et fin du projet

#### MK-ULTRA devient MK-SEARCH
En réponse, Helms multiplie les courriers à destination du directeur (DCI) pour défendre les privilèges administratifs accordés au projet, plaidant que « les raisons fondamentales de la demande de dérogation aux contrôles administratifs standardisés sur ces activités sensibles sont aussi valables aujourd'hui qu'elles l'étaient en avril 1953 ». Il reconnaît néanmoins la nécessité d'entretenir une communication régulière avec le DCI concernant les informations-clés du projet. À l'issue d'une première réunion, le 24 mai 1963, Helms obtient l'autorisation de continuer les expérimentations sous couverture et parvient à garder sous son contrôle le processus d'approbation des recherches et opérations. Il s'assure aussi que l'ensemble des dossiers relatifs au projet soit conservé au sein du TSS,.
À la suite de l'inspection générale en 1963, beaucoup des responsabilités de Gottlieb ont été assignées à d'autres officiers de la CIA, et l'étendue des activités du projet MK-ULTRA diminue peu à peu. En 1964, son cryptonyme change pour devenir MK-SEARCH, permettant aux expérimentations de se poursuivre,,. En 1966, Helms est nommé directeur de l'agence par le président Lyndon B. Johnson et, l'année suivante, Gottlieb est nommé à la tête de la division des services techniques. MK-SEARCH s'est poursuivi tout au long des années 1960 et au début des années 1970, malgré un budget en constante diminution.

#### Arrêt des dernières activités en 1972
Au début de l'année 1972, quatre sous-projets seulement sont encore actifs, et le budget annuel accordé par l'agence est de 110 000 dollars. Gottlieb constate que les nouvelles générations d'officiers responsables des opérations clandestines déplorent fortement les nombreuses contraintes de sécurité inhérentes aux méthodes du projet. Sur le plan scientifique, il apparaît clairement que le matériel et les techniques utilisées sont trop imprévisibles. En juin, le scandale du Watergate éclate quand plusieurs individus sont arrêtés en plein cambriolage. C'est le commencement d'une série de découvertes qui conduira à la démission du président Richard Nixon en 1974. Dans ce contexte de défiance vis-à-vis des activités d'espionnage sur le territoire, Gottlieb doit couvrir l'implication du TSS. En effet, deux des cambrioleurs, Howard Hunt et G. Gordon Liddy, ont été équipés par la division des services techniques. Déjà envisagée, la fin du projet et de ses dernières activités est actée le 10 juillet 1972,,.

#### Destruction des fichiers en 1973
Quelques mois plus tard, Nixon est réélu puis Helms démis de ses fonctions. Alors que la date de son départ est fixée au 1er février 1973, Helms ordonne la destruction des archives du projet. Gottlieb se rend en personne au centre des archives de la CIA, à Warrenton en Virginie, pour y détruire tous les fichiers en lien avec la manipulation mentale et l'expérimentation de moyens chimiques. En dépit des protestations du responsable sur place, le matériel et les documents sont détruits le 30 janvier 1973. Le lendemain, de retour à son bureau, Gottlieb procède à la destruction des archives conservées au bureau des services techniques,,,. Il est donc difficile d'avoir une compréhension complète et détaillée de l'étendue des activités menées dans le cadre du projet.

## Conséquences
Le 22 décembre 1974, le journaliste d'investigation Seymour Hersh publie un article dans lequel sont exposées les activités clandestines de la CIA sur le territoire américain,,. En réponse, le gouvernement ordonne la création de trois commissions parlementaires distinctes.

### Commissions d'enquête

#### Commission Rockefeller
Une première commission présidentielle est créée à la demande de Gerald Ford le 4 janvier 1975, qui en confie la supervision au vice-président Nelson Rockefeller,. L'enquête de la commission Rockefeller, menée sur une courte période, est centrée sur les activités de sécurité intérieure de la CIA. Elle se penche notamment sur l'ouverture du courrier de citoyens américains et la surveillance de plusieurs groupes jugés dissidents car liés à la contre-culture de l'époque. La commission est à l'origine d'un rapport remis au président Ford et publié le 10 juin 1975. Durant l'été suivant, le contenu des audiences du Congrès des États-Unis et de la commission révèlent que la CIA et le département de la Défense ont conduit des expérimentations sur des sujets humains, avec ou sans leur consentement,.

#### Commission Church
Une seconde commission d'enquête est formée le 27 janvier 1975 par le Sénat des États-Unis et nommée commission Church, du nom du sénateur démocrate qui la dirige. Franck Church et les autres membres de la commission auditionnent plus de huit cents témoins et analysent près de 110 000 documents en lien avec le fonctionnement et les abus des agences de renseignements américaines. Plusieurs rapports provisoires sont publiés en 1975 et 1976, détaillant de nombreux programmes secrets destinés au stockage d'agents chimiques, à l'espionnage des citoyens américains et à l'assassinat de chefs d’État étrangers. Un rapport final constitué de quatorze volumes est publié le 29 avril 1976.

#### 95eCongrès des États-Unis
En 1977, en vertu du Freedom of Information Act, un enquêteur indépendant demande la déclassification de tous les fichiers en lien avec le projet qui n'ont pas été détruits. Plus de mille pages de documents sont publiées et présentées lors d'une conférence de presse par John Marks, qui les utilisera pour écrire The Search for the Manchurian Candidate (1979),,. Une enquête supervisée par les sénateurs Edward Kennedy et Daniel Inouye conduit à des audiences conjointes du 95e Congrès de États-Unis. Le directeur de la CIA depuis le début de l'année 1977, l'amiral Standfield Turner, est notamment auditionné le 3 août 1977. Il décrit le projet MK-ULTRA comme « un projet global dans le cadre duquel certains sous-projets sensibles ont été financés [...] dont l'un visait à produire des "agents pathogènes exotiques" et un autre à tester "l'hypnose et les drogues en combinaison" »,.
Le 15 août 1977, ce sont plusieurs milliers de pages de documents qui sont retrouvées, ayant échappé à l'analyse des commissions précédentes et de l'inspecteur général en 1963,,. Elles traitent des différents financements du projet et contiennent peu de détails sur les expérimentations, mais les informations obtenues permettent d'évaluer l'ampleur des efforts consentis par l'agence et l'armée américaine. Le rôle de plusieurs organismes ayant servi de couverture pour les financements, et l'implication de nombreux médecins, sont également mis en évidence par les investigations.

### Enquête sur la mort de Frank Olson
Frank Olson, biochimiste de l'armée et membre de la division des opérations spéciales (SOD), est décédé dans la nuit du 27 au 28 novembre 1953 après une chute de plusieurs étages. Une semaine auparavant, du LSD a été versé discrètement dans une bouteille partagée avec quelques collègues du SOD, avant que la situation ne soit expliquée aux cobayes par Gottlieb en personne. Olson, qui a très mal vécu l'expérimentation, montre très rapidement des symptômes de paranoïa et de dépression. Il demande son renvoi la semaine suivante, quelques jours avant sa mort, mais ses supérieurs décident de l'envoyer à New York pour voir le Dr Harold Abramson. En 1953, la police de New York a conclu à un suicide par défenestration et l'implication de la CIA a été dissimulée par les agents du bureau de la sécurité,,.
Le 11 juin 1975, en marge des révélations de la commission Rockefeller, un article du Washington Post évoque la mort d'un scientifique à New York. Si son identité n'est pas dévoilée, la famille de Frank Olson comprend qu'une partie de la vérité lui a été cachée,. Une conférence de presse est organisée un mois plus tard, au cours de laquelle la veuve et les fils du Dr Olson réclament la réouverture de l'enquête,. Pour éviter une procédure judiciaire, le président Gerald Ford présente des excuses officielles à la famille le 21 juillet 1975, au nom du gouvernement des États-Unis. Une compensation financière de 750 000 $ lui est accordée en échange de l'abandon des poursuites judiciaires,,.
Eric Olson, fils aîné de Frank Olson, conteste cette version et prétend que son père a été supprimé en raison de ses connaissances sur les techniques d'interrogatoire utilisées par la CIA sur des prisonniers du bloc de l'Est en Europe. En 1994, le corps d'Olson est exhumé à la demande de ses deux fils pour qu'une nouvelle autopsie soit réalisée. Une équipe médico-légale de l'université George-Washington rapporte l'existence de multiples fractures du crâne dues à un ou plusieurs coups antérieurs à la chute. Cependant, à cause de l'indemnisation perçue dans les années 1970, il est impossible pour Eric Olson de poursuivre la CIA et le gouvernement,,.

### Autres enquêtes
Par ailleurs d'autres commissions d'enquête ont lieu jusqu'en 1995 :
- Le 8 février 1988, une victime de haut niveau de MK-Ultra, libérée de l'emprise mentale de la CIA, poursuivit le gouvernement durant sept ans. Les poursuites judiciaires et les preuves (accablantes pour le gouvernement américain) firent arrêter le procès pour raisons de « sécurité nationale »[réf. nécessaire].
- Le 15 mars 1995, la Commission consultative présidentielle au cours de laquelle sont notamment enregistrés les témoignages de personnes se présentant comme témoins et victimes du projet :
- Christine DeNicola prétend avoir été victime du docteur L. Wilson Green de 1966 à 1976 à Tucson (Arizona), ainsi qu’à l’université de Kansas City à l’âge de 4 ans. Les rapports du docteur Green auraient été destinés à la CIA et à l’armée. Elle dit avoir subi des injections de drogues, des électrochocs, des radiations dans le but de fragmenter sa personnalité et ainsi obtenir un contrôle mental sur elle ;
- Claudia Mullen prétend avoir été victime du docteur L. Wilson Green de 1957 à 1984 à partir de l’âge de 7 ans. Elle met en cause le docteur Sidney Gottlieb et le docteur James Hamilton. Elle dit avoir été testée, en 1958, par des médecins de la Human Ecology Society : les docteurs John Gittinger, Cameron (électrochocs) et Green (rayons X). Elle prétend avoir été, à l'âge de 9 ans, en 1959, envoyée dans le camp de Deep Creek Cabin dans le Maryland, où on lui aurait appris à assouvir les désirs sexuels des hommes et les forcer à parler d’eux-mêmes : auraient été présents Richard Helms, directeur adjoint de la CIA, le docteur Gotlieb, le capitaine Georges White et Morris Allan. Elle met en cause l’Office of Research Development dirigé par les docteurs Green, Steven Aldrich, Martin Orne et Morris Allan.
- Valérie Wolf parle d'expérimentations impliquant l'exposition à des radiations et à des produits chimiques en lien avec une programmation mentale réalisée sur de jeunes enfants et pendant plusieurs années.

En l'absence d'autres sources, ces allégations demeurent sujettes à caution. Néanmoins, le 3 octobre 1995, face à l'accumulation de révélations, le président américain Bill Clinton est contraint de formuler des excuses publiques concernant les expériences ayant eu lieu sur le sol américain. À cette occasion, de nombreuses archives secrètes sont dévoilées au public.
Bien que l'opinion générale mise en avant par les médias est qu'il n'y a pas de preuves que la CIA (ou qui que ce soit) ait réussi à contrôler les actes d'une personne à travers les techniques de contrôle mental testées dans le projet MK-Ultra, plusieurs livres de victimes prétendant avoir survécu à ces expériences et ayant retrouvé la mémoire ont été écrits et publiés dans les années 1990 sans qu'il soit possible de vérifier leurs allégations. Parmi ceux-ci Thanks for the Memories de Brice Taylor et Trance Formation of America de Cathy O'Brien et Mark Philipps.
L'ensemble des expérimentations menées dans et autour de MK-Ultra aurait mené à la rédaction d'un manuel de torture employé par la CIA : le "Kubark"[réf. nécessaire].

## Postérité

### Théories du complot
Le projet MK-Ultra se prête particulièrement bien aux théories du complot du fait de son statut paralégal très ambigu, de ses sujets d'expériences qui impliquent des enfants[réf. nécessaire], des prostituées et des drogués, du fait que la plupart des documents officiels sur ces expériences ont été détruits par le directeur de la CIA Richard Helms en 1973, du profil controversé de plusieurs personnalités liées au projet et surtout de son but avoué de manipulation mentale[réf. nécessaire].
Il existe des théories du complot prétendant que le projet MK-Ultra et l'assassinat de Robert F. Kennedy seraient liés. Certains mettent en avant le fait que l'assassin Sirhan Bishara Sirhan était contrôlé mentalement, mais en général ces théories n'ont pas été retenues en raison d'un manque de preuves concrètes. Cependant, ces idées sont de plus en plus répandues[réf. nécessaire], surtout depuis le témoignage de Sirhan Sirhan, via son avocat Lawrence Teeter, divulgué le 11 juin 2003 dans un entretien.
Donald D. DeFreeze de l'Armée de libération symbionaise aurait pu être une victime de ce programme, expliquant ses crimes[réf. à confirmer]. Il en aurait été de même pour les membres de la « famille » de Charles Manson, selon Adam Gorightly, dans son livre The Shadow Over Santa Susana.
Une autre théorie impliquerait que Bill Clinton ait été sous manipulation mentale et ainsi contrôlé à de multiples reprises, de même que Barbara Bush[réf. nécessaire].
Ce projet est également évoqué par des partisans de la théorie du complot au sujet de la fusillade d'Aurora[source insuffisante].
Fritz Springmeier élabore une sorte de macro-théorie du complot dans laquelle le projet MK-Ultra (ou plus précisément un de ses sous-projets, le projet Monarch) jouerait un rôle central dans l'agenda du nouvel ordre mondial. Selon cette théorie, les connaissances acquises grâce à MK-Ultra seraient désormais mises en œuvre dans l'industrie médiatique et culturelle afin d'influencer les masses, la manipulation mentale étant suggérée ou communiquée symboliquement dans de nombreuses œuvres en particulier au cinéma et dans les clips musicaux qui agiraient comme préparation ou acclimatation des masses à la manipulation mentale au profit d'une petite élite sans scrupule[réf. nécessaire].

### Dans la culture populaire

#### Cinéma
Dans les années 1970 se développe le « Nouvel Hollywood » dont plusieurs films sont inspirés par la symbolique et les thèmes « MK-ULTRA », ce que certains critiques appellent le « cinéma du complot » ou le « cinéma paranoïaque »,.
- Un crime dans la tête (The Mandchurian Candidate, 1962) de John Frankheimer (et son remake en 2004).
- La Grande Bouffe, réalisé par Marco Ferreri et sorti en 1973, comporte une scène dans laquelle les protagonistes adoptent un comportement différent en réaction à des gestes ou des sons précis.
- L'Échelle de Jacob, réalisé par Adrian Lyne et sorti en 1990, s'inspire d'un programme de recherches des forces armées des États-Unis portant sur une drogue augmentant l’agressivité : l’Échelle.
- Complots (Conspiracy Theory, 1997) de Richard Donner.
- La Mémoire dans la peau (The Bourne Identity, 2002) de Doug Liman.
- Control Factor, réalisé par Nelson McCormick et sorti en 2003.
- La Mort dans la peau (The Bourne Supremacy, 2004) de Paul Greengrass.
- Trouble jeu (Hide and Seek, 2005) de John Polson.
- La Vengeance dans la peau (The Bourne Ultimatum, 2007) de Paul Greengrass.
- The Killing Room, réalisé par Jonathan Liebesman et sorti en 2009.
- Les Chèvres du Pentagone, réalisé par Grant Heslov et sorti en 2009.
- RED, réalisé par Robert Schwentke et sorti en 2010, fait référence à des expériences menées avec du LSD.
- Hanna, réalisé par Joe Wright et sorti en 2011.
- Room 237, réalisé par Rodney Asher et sorti en 2012, comporte plusieurs séquences qui présentent différentes interprétations du film Shining, sorti en 1980, et attire l'attention sur une mention du projet MONARCH.
- American Ultra, réalisé par Nima Nourizadeh et sorti en 2015.
- Timebomb, réalisé par Avi Nesher et sorti en 1991.

#### Documentaires télévisés
- Les Cobayes de la CIA de Olivier Pighetti, sorti en 2015.
- Wormwood (2017) est une mini-série documentaire réalisée par Errol Morris sur les circonstances entourant la mort de Franck Olson[119],[126].
- Des Bourreaux aux mains propres de Auberi Edler, diffusé en 2019[127].

#### Séries télévisées
- Dans la série d'animation Lupin III: A Woman called Mine Fujiko (2012), réalisée par Sayo Yamamoto, de nombreuses expérimentations semblables à celles du projet sont au cœur de l'intrigue.
- La mini-série The Sleep Room (1998) réalisée par Anne Wheeler est basée sur les expérimentations canadiennes du projet.
- Dans l'épisode 5 de la saison 2 de la série Fringe de J. J. Abrams en 2009, Walter Bishop aurait eu un rôle dans ce projet, affirmant qu'à l'époque tout le monde pensait que le LSD et l'hypnose les mèneraient au but (00:19:36).
- Dans l'épisode 11 de la série Alphas diffusé en 2011, une taupe dans le groupe des Alphas aurait donné des copies du dossier MK-ULTRA.
- Stranger Things (2016) lie le projet à son intrigue dans ses 4 saisons. Le personnage principal de cette série, produite par les frères Duffer et diffusée sur Netflix, est une jeune fille nommée Onze (ou Elfe) qui possède de puissants pouvoirs de télékinésie. Cette dernière, ainsi que d'autres enfants possédant des habilités similaires, sont étudiés au sein d'un laboratoire et sont le sujet d'expérimentations scientifiques.
- L'épisode 8 de la saison 7 de la série d'animation Archer, diffusé le 19 mai 2016 sur FX, évoque le projet.
- Manhunt: Unabomber (2017), diffusée sur Netflix, est centrée sur le parcours criminel de Theodore Kaczynski, une des victimes du projet.
- Dans l'épisode 4 de la saison 2 de la série Blacklist, réalisée par Jon Bokenkamp, le projet est mentionné par le directeur de l'unité spéciale du FBI, qui parle d'un sous-projet 7 en lien avec l'activation d'une prédisposition génétique au combat et à la violence.
- Dans l'épisode 2 de la saison 2 de la série Sherlock de la BBC intitulé : Les Chiens de Baskerville, Sherlock et le Dr Watson enquêtent indirectement sur le projet Projet MK-Ultra, appelé dans l'épisode le projet Molosse.

#### Littérature de fiction
- R.J. Ellory ( trad. Fabrice Pointeau), Le carnaval des ombres, sonatine édition, 2014
- Robert Ludlum (trad. Jean Rosenthal), Jason Bourne - Trilogie, Librairie générale française, 2007, 1960 p. (EAN 978-2253119920)
- Franck Thilliez, Le syndrome E, Fleuve Noir, 14 octobre 2010, 430 p. (ISBN 2265087297)
- Maxime Chattam, Le Signal, Albin Michel, 24 octobre 2010, 752 p. (ISBN 2226319484)
- Martin Michaud, Je me souviens, Québec Loisirs, coll. « Les enquêtes de Victor Lessard », 2012, 633 p. (ISBN 978-2896661954)
- Sandrone Dazieri (trad. Delphine Gachet), Tu tueras le père, Robert Laffont, coll. « La Bête noire », 8 octobre 2015, 552 p. (ISBN 2221146743)
- Nicolas Beuglet, Le cri, XO Éditions, 9 septembre 2016, 494 p. (ISBN 2845638205)
- James Barnaby, À fleur de peau, France Loisirs, 17 janvier 2017 (ISBN 2298137072). Un personnage clé du livre utilise des techniques de manipulation mentale liées au projet.
- Vincent Hauuy, Le tricycle rouge, Hugo & Cie, coll. « Hugo Thriller », 18 mai 2017, 552 p. (ISBN 2755633425)
- Marc Dugain, Ils vont tuer Robert Kennedy, Gallimard, 17 août 2017, 400 p. (ISBN 2072697107). Pour l'auteur de ce roman, l'assassin de Robert Kennedy aurait été l'objet de manipulations mentales dans le cadre du projet MK-ULTRA.
- Stephen King, L'Institut, Albin Michel, 29 janvier 2020, 608 p. (ISBN 2226443274). Dans ce roman, des enfants sont kidnappés et conditionnés dans une institution secrète afin d'être réduits à l'état d'armes parapsychiques. L'assassinat de John Kennedy y est évoqué comme un précédent succès de l'opération, semblable au projet.
- Raymond  Khoury, L'élixir du diable, Pocket, 4 octobre 2012, 480 p. (ISBN ).

#### Musique
Dans le domaine musical, l'appellation « MK Ultra » peut faire référence à :
- un groupe punk de fastcore situé à Chicago (1993-2000).
- un groupe de rock anti-communiste allemand.
- un single d'Unwound paru en 1994 chez Kill Rock Stars.
- une chanson du groupe Black Rebel Motorcycle Club (2007).
- la septième piste de l’album The Resistance du trio britannique Muse (2009).
- la cinquième piste de l'album Quarantine (en) de la musicienne américaine Laurel Halo (2012).
- la deuxième piste de l'album Juggernaut: Alpha du groupe Periphery (2015).
- une chanson sur l'album Nibiru d'Osirus Jack sorti en 2019.

Le clip de Sunset (Bird of Prey) (2000) de Fatboy Slim représente un pilote d'avion de chasse sous l'emprise d'une drogue. Des images subliminales de son dossier militaire sont montrées à la fin du clip avec la référence "MKULTRA".
Le projet MK Ultra est cité par VALD dans Ce monde est cruel, un des titres de son album sorti en 2019.

#### Jeux vidéo
- Dans le jeu de rôles Conspiracy X (2006), MKULTRA est une des organisations que les joueurs peuvent choisir.
- Call of Duty: Black Ops (2010) s'inspire directement de la théorie du complot selon laquelle l'assassin du président Kennedy serait une victime du projet MK-ULTRA.
- The Secret World, développé par Funcom en 2012, fait référence au projet via le Dr Charles Zurn.
- Outlast, créé par Red Barrels en 2013, s'inspire du projet MK-Ultra.
- Dans Dead by Daylight, développé par Behaviour Interactive en 2016, le chapitre nommé "Spark of Madness" révèle le personnage d'Herman "Le Docteur" Carter aurait travaillé sur le projet.
- Dans Mafia 3 (2016), le personnage de Donovan a fabriqué une seringue de LSD à partir d'une formule secrète qui provient du projet.
- Unheard (2019) est un jeu d'enquêtes et d'énigmes dont le retournement de situation final repose sur un programme de lavage de cerveau semblable au projet, bien que celui-ci ne soit pas mentionné. Un des personnages explique que le terroriste Theodore Kaczynski en aurait été un des cobayes, ce qui permet un parallèle avec le véritable projet dont Kaczynski a été victime[90],[128],[129].
- Dans Call of Duty: Black Ops Cold War (2020), les techniques du projet sont utilisées sur le personnage de Bell, afin de le lier à la CIA.
- MK Ultrap est un EP/jeu-vidéo pour smartphones de Graams sorti en 2020.
- Dans The Outlast Trials, développé par Red Barrels en mai 2023, l'intrigue se déroule dans un centre d'expérimentation de l'Arizona, contrôlé par la Murkoff Corporation, dont le le concept est entièrement basé sur le projet MK-Ultra.

#### Rapports des commissions parlementaires
- (en) Commission Rockefeller, Report to the President by the Commission On CIA Activities Within The United States, Gerald R. Ford Presidential Library, 10 juin 1975, 82 p. (lire en ligne [PDF]).
- (en) Commission Church - Sénat des États-Unis, Ninety-Fourth Congress, Second Session, Book I : Foreign and Military Intelligence, Washington, U.S. Government Printing Office, 1976, 659 p. (lire en ligne).
- (en) Sénat des États-Unis - Ninety-Fifth Congress, First Session, Project MKUltra, The CIA's Program of Research in Behavioral Modification : Joint Hearing before the Select Committee on Intelligence and the Subcommittee on Health and Scientific Research of Committee on Human Resources, U.S. Government Printing Office, 3 août 1977, 178 p. (OCLC 608991132, lire en ligne).
- (en) Sénat des États-Unis - Ninety-Fifth Congress, First Session, Human Drug Testing By The CIA : Hearings Before the Subcommittee on Health and Scientific Research of the Committee on Human Resources, Washington, U.S. Government Printing Office, 21 septembre 1977, 219 p. (lire en ligne).

#### Ouvrages utilisés comme sources
- Sophie-Andrée Blondin et Lisa Ellenwood, Les Cobayes Oubliés : L'histoire du programme MK-Ultra à Montréal, Montréal, Éditions Édito, 2024 (ISBN 9782898261626)
- (en) John D. Marks, The Search for the Manchurian Candidate : The CIA and Mind Control, Times Books, 1979, 162 p. (ISBN 0-8129-0773-6).
- (en) Martin A. Lee et Bruce Shlain, Acid Dreams : The Complete Social History of LSD: The CIA, The Sixties, and Beyond, Grove Press, 1985, 268 p. (ISBN 0-802-13062-3).
- (en) Alfred W. McCoy, A Question of Torture : CIA Interrogation, from the Cold War to the War on Terror, Metropolitan Books, 10 janvier 2006, 290 p. (ISBN 0805080414).
- (en) Stephen Kinzer, Poisoner In Chief : Sidney Gottlieb and the CIA Search for Mind Control, Henry Holt & Company Inc, 10 septembre 2019, 368 p. (ISBN 1250140439).

#### Ouvrages sur le même thème
- (en) Walter Bowart, Operation Mind Control : Our Secret Governments's War Against Its Own People, Dell Publishing, 1978 (ISBN 0440167558).
- (en) Anne Collins, In the Sleep Room : The Story of CIA Brainwashing Experiments in Canada, Lester & Orpen Dennys, 1988, 272 p. (ISBN 978-0886191986).
- Gordon Thomas, Enquête sur les manipulations mentales : les méthodes de la CIA et des terroristes, Albin Michel, 1989, 428 p. (ISBN 2226037802).
- Gordon Thomas, Les Armes secrètes de la CIA : Tortures, manipulations et armes chimiques, Nouveau Monde, 2006, 455 p. (ISBN 978-2847361742).
- (en) Hank P. Albarelli, A Terrible Mistake : The Murder of Frank Olson and the CIA's Secret Cold War, Trine Day, 2009, 912 p. (ISBN 978-0977795376).
- Alexandre Grigoriantz, La Manipulation mentale au service du renseignement, Trajectoire, 2014, 252 p. (ISBN 2841976076).